# Pierre Chilhaud de La Rigaudie
Pierre Chilhaud de La Rigaudie, né le 17 novembre 1749 à Cherval-Grésignac (Dordogne) et mort le 4 octobre 1834 à Paris, est un homme politique français et un magistrat du siège.

## Origine familiale
Issu d’une ancienne famille du Périgord ayant eu plusieurs rameaux, elle comptait parmi ses plus illustres représentants les frères Jean et Antoine Chilhaud. Ces derniers, fidèles au futur Henri IV, reprirent la ville de Périgueux qui était tenue par les huguenots. Pour les récompenser de leur fidélité et de leur bravoure, le roi leur délivra des lettres de noblesse.
Plusieurs branches émergèrent dès le XVIIe siècle, mais il semble que seule subsistait la branche de La Rigaudie au XIXe siècle.

## Biographie
Ses études terminées, Pierre Chilhaud de La Rigaudie se destine à la magistrature, et devient conseiller au présidial de Périgueux en 1776. Il occupait cette place quand la Révolution éclata. 

### La Période révolutionnaire
Nommé en 1790 membre du directoire du département de la Dordogne, il est remplacé le 15 octobre 1792, du fait de suspicions d’opinions royalistes. Bientôt arrêté, il est conduit à Paris et incarcéré à la Conciergerie pour comparaître devant le tribunal révolutionnaire, quand le 9 thermidor le sauva. Au cours de l'année 1795, il est encore président de l’administration centrale dans la Dordogne (floréal an III), puis rentre dans la magistrature comme juge au tribunal civil de Périgueux (brumaire an IV).
Ayant continué de servir la cause de l’Ancien Régime, il court de nouveaux dangers en fructidor an V ; il est, pour la seconde fois, décrété d’arrestation en avril 1798, et ne recouvre la liberté qu’après le 18 brumaire. 

### Le Consulat et l'Empire
Le 16 août 1803, il accepte de Bonaparte et du Sénat conservateur, le titre de député de la Dordogne au Corps législatif ; le 10 août 1810, son mandat lui est confirmé pour le même département. Il appartient au Corps législatif pendant toute la durée du règne ; en même temps il remplit les fonctions de conseiller à la Cour Impériale de Bordeaux, où Napoléon l’avait nommé le 12 mai 1811. Il reçoit encore de l’Empereur l'Ordre de la Réunion, mais vote cependant la déchéance de Napoléon Ier en 1814, et compte parmi les partisans les plus ardents du rétablissement des Bourbons

### La Première Restauration
Il continue à siéger au Palais Bourbon durant la Première Restauration. Louis XVIII le nomma successivement chevalier de la Légion d'Honneur le 5 août 1814, puis officier de la Légion d'Honneur le 7 janvier 1815.

### Les Cent Jours
Il refusa son adhésion à l’acte additionnel, et donna sa démission de magistrat pendant les Cent-Jours.

### La Seconde Restauration
Élu le 22 août 1815 au collège de département, député de la Dordogne, il partage les opinions de la majorité de la « Chambre introuvable ». Il est nommé le 24 janvier 1816, président de Chambre à la Cour Royale de Bordeaux, et obtient du grand collège de la Dordogne sa réélection comme député le 4 octobre 1816.
Ayant cessé ses fonctions de législateur par suite du renouvellement par cinquième de la Chambre en 1817, il ne se représente pas tout d’abord, et ne rentre à la Chambre, toujours comme député de la Dordogne, que le 13 novembre 1820. Il se montre aussi zélé royaliste dans cette législature que dans les précédentes, ainsi que dans celles où il est successivement réélu : le 16 mai 1822, et le 6 mars 1824.
En récompense de sa fidélité, de son dévouement, et des services rendus au pays, le roi l'anobli par lettres patentes en 1822.
Il préside la Chambre, en qualité de doyen d’âge, à l’ouverture des sessions de 1824 et de 1825.
Le 22 mai 1825, le gouvernement, le nomme conseiller à la Cour de cassation. En 1826, une biographie parlementaire traçait ce portrait de M. Chilhaud de La Rigaudie :
« Il est d’une taille moyenne, légèrement voûtée. Sa tête a dû être belle. Sa figure respire la bienveillance et la bonté. Ses cheveux blancs sont poudrés, et il porte encore la queue et les ailes de pigeon. Il est exempt d’infirmités. Nul n’est meilleur père de famille que ce vénérable magistrat, qui est aussi rempli d’obligeance pour tous ses commettants. Il se plait à rendre service, et il se fait généralement aimer. Ses manières sont gracieuses, affables : sa gaieté, sa bonne humeur le rendent très affable en société. Il conte avec grâce et il se plaît aux longs récits ».
Pierre Chilhaud de La Rigaudie ne fait pas partie de la législature de 1827, mais il est encore réélu une dernière fois le 3 juillet 1830, député de la Dordogne, contre M. de Beaumont.
Il est admis à la retraite, comme magistrat le 13 septembre 1833.

## Sources
« Pierre Chilhaud de La Rigaudie », dans Adolphe Robert et Gaston Cougny, Dictionnaire des parlementaires français, Edgar Bourloton, 1889-1891 [détail de l’édition]
- Biographie nouvelle des contemporains ou Dictionnaire historique et raisonné de tous les hommes qui, depuis la Révolution française, ont acquis de la célébrité par leurs actions, leurs écrits, leurs erreurs ou leurs crimes, Antoine-Vincent Arnault
- Dictionnaire des familles françaises anciennes ou notables à la fin du XIXe siècle, Gustave Chaix d’Est-Ange